# Iris (banda dos Estados Unidos)
Iris é uma banda americana de electropop formada em 1993.

## Integrantes

### Membros atuais
- Reagan Jones - vocal, teclado
- Andrew Sega - teclado, guitarra

### Ex-membros
- Matthew Morris - teclado

## Discografia
Álbuns de estúdio
- 1999: Disconnect
- 2003: Awakening
- 2003: Reconnect
- 2005: Wrath
- 2005: Disconnect 2.0
- 2008: Hydra